# Dreaming Out Loud (альбом OneRepublic)
«Dreaming Out Loud» — дебютний альбом американського рок гурту «OneRepublic». Випущений 20 листопада 2007 року.

## Список композицій
| Стандартне видання | Стандартне видання    | Стандартне видання                                           | Стандартне видання |
| #                  | Назва                 | Автор                                                        | Тривалість         |
| ------------------ | --------------------- | ------------------------------------------------------------ | ------------------ |
| 1.                 | «Say (All I Need)»    | Дрю Браун, Зак Філкінс, Едді Фішер, Брент Катцл, Раян Теддер | 3:50               |
| 2.                 | «Mercy»               | Браун, Теддер                                                | 4:00               |
| 3.                 | «Stop and Stare»      | Браун, Філкінс, Фішер, Тім Майрс, Теддер                     | 3:43               |
| 4.                 | «Apologize»           | Теддер                                                       | 3:28               |
| 5.                 | «Goodbye, Apathy»     | Теддер                                                       | 3:32               |
| 6.                 | «All Fall Down»       | Браун, Філкінс, Фішер, Катцл, Теддер                         | 4:04               |
| 7.                 | «Tyrant»              | Браун, Філкінс, Теддер                                       | 5:03               |
| 8.                 | «Prodigal»            | Джеррод Беттіс, Браун, Філкінс, Майрс, Теддер                | 3:55               |
| 9.                 | «Won't Stop»          | Браун, Філкінс, Фішер, Катцл, Теддер                         | 5:03               |
| 10.                | «All We Are»          | Майрс, Теддер                                                | 4:28               |
| 11.                | «Someone to Save You» | Фішер, Майрс, Теддер                                         | 4:15               |
| 12.                | «Come Home»           | Tedder                                                       | 4:23               |
| 57:25              |                       |                                                              |                    |

| Бонус-треки | Бонус-треки                  | Бонус-треки                          | Бонус-треки |
| #           | Назва                        | Автор                                | Тривалість  |
| ----------- | ---------------------------- | ------------------------------------ | ----------- |
| 13.         | «Apologize (Remix)»          | Timbaland, Теддер                    | 3:05        |
| 14.         | «Something's Not Right Here» | Браун, Філкінс, Фішер, Майрс, Теддер | 3:01        |
| 15.         | «Hearing Voices»             | Теддер                               | 3:55        |
| 16.         | «Dreaming Out Loud»          | Теддер                               | 4:39        |
| 17.         | «Sleep (Remix)»              |                                      | 5:56        |